# Гора Слайд (повіт Ольстер, штат Нью-Йорк, США)
41°59′55″ пн. ш. 74°23′11″ зх. д. / 41.9986° пн. ш. 74.3864° зх. д.
Гора Слайд (дослівно українською Зсув, Оповзень) — найвища вершина Катскилських гір в штаті Нью-Йорк Сполучених Штатів Америки. Гора розташована на території Шандакен у повіті Ольстер. Загалом, вишиною гори вважають 1270 метрів (4180 футів) згідно контурної лінії на топографічних мапах, але точна вишина вершини ніколи не була офіційно визначена, і багато неофіційних досліджень припускають, що гора насправді може перевищувати 1280 метрів (4200 футів) над рівнем моря.
Крім Катскильських гір, Слайд також є найвищою вершиною:
- Повіту Ольстер.
- вододолу ріки Делавер.
- штату Нью-Йорк в цілому за виключенням регіону великих вершин Адірондакських гір.
- Території радіусом 300 кілометрів (186,5 миль) навкруги міста Нью-Йорк.

Це також найпівденніша вершина заввишки понад 1200 метрів на північному сході Сполучених Штатів Америки. Аппалачі не підіймаються до цього рівня знову аж до Західної Вірджинії.
Під час Другої світової війни невеликий навчальний військовий літак розбився на східному схилі гори приблизно на висоті 3620 футів (1103 м). Хоча більшість уламків уже зникла, до місця аварії все ще можна дістатися короткою боковою стежкою від туристичного маршруту Берроуз Рейндж.
Схили гори вкриті типовим для Катскилських гір лісом з різними видами клена, жовтою березою та буком на узгір'ї та високогірним лісом, що складається переважно з бальзамічної ялиці на верховітті. Там де перший тип лісу переходить у другий можна побачити паперову березу.
Однією з цікавих особливостей гори є біла кварцова галька, яку можна бачити на маршруті вздовж хребта. Це каміння не зустрічаються більше ніде в Катскіллах, і оскільки цілком ймовірно, що воно не пережило б заледеніння Вісконсину, було припущено, що гора Слайд могла бути нунатаком у той час, виступаючи над льодом, який покривав усі інші вершини.
До вершини існують офіційні та неофіційні маршрути. Щоб захистити високогірні ліси, правила DEC забороняють розгортання туристичних наметів на висоті вище 3500 футів (1067 м) будь-де на території лісового заповідника в Катскіллах, за винятком періоду з 21 грудня по 21 березня. У цих районах упродовж усього року заборонено запалювати багаття.